# ایستگاه راه‌آهن خیابان کلدونین و بارنزبوری
ایستگاه راه‌آهن خیابان کلدونین و بارنزبوری (انگلیسی: Caledonian Road & Barnsbury railway station) یک ایستگاه راه‌آهن در لندن، انگلستان است که جزئی از خط شمال متروی زمینی لندن است.
این ایستگاه که در ناحیه بارنزبوری قرار دارد در سال ۱۸۵۲ میلادی تأسیس شده‌است.